# Henry Bonilla
Henry Bonilla (San Antonio, 2 gennaio 1954) è un politico statunitense, membro della Camera dei Rappresentanti per lo stato del Texas dal 1993 al 2007.

## Biografia
Nato a San Antonio in una famiglia di origini messicane, Bonilla si laureò all'Università del Texas ad Austin e lavorò come giornalista televisivo.
Entrato in politica con il Partito Repubblicano, nel 1992 venne eletto all'interno della Camera dei Rappresentanti, sconfiggendo il deputato democratico in carica Albert Bustamante. Negli anni successivi Bonilla, repubblicano di vedute conservatrici, fu riconfermato dagli elettori per altri sei mandati, finché nel 2006 fu sconfitto al ballottaggio dall'ex deputato democratico Ciro Rodriguez, lasciando così il Congresso dopo quattordici anni di permanenza.
Il Presidente George W. Bush lo scelse come rappresentante permanente presso l'Organizzazione degli Stati americani, ma lo stesso Bonilla rifiutò la nomina dopo due mesi di silenzio da parte del Senato che avrebbe dovuto ratificare la nomination tramite una votazione.